# Władysław T. Benda
Władysław Teodor "W.T." Benda (15 tháng 1 năm 1873 - 30 tháng 11 năm 1948) là một họa sĩ, nhà minh họa và nhà thiết kế người Ba Lan.

## Tiểu sử
Là con trai của nhạc sĩ Jan Szymon Benda và là cháu trai của nữ diễn viên Helena Modrzejewska (được biết đến tại Hoa Kỳ với cái tên Helena Modjeska), W.T. Benda học mỹ thuật tại Trường Cao đẳng Công nghệ và Mỹ thuật Kraków ở quê hương Ba Lan và tại Trường Mỹ thuật ở Viên, Áo. Ông đến Hoa Kỳ vào năm 1899 để thăm người cô Helena của ông. Ông ở lại và chuyển đến Thành phố New York vào năm 1902, nơi ông theo học Liên đoàn Sinh viên Mỹ thuật New York và Trường William Merritt Chase. Trong khi ở đó, Benda theo học Robert Henri và Edward Penfield.
Ông gia nhập Hiệp hội Họa sĩ năm 1907, Liên đoàn Kiến trúc năm 1916, và nhập tịch Mỹ năm 1911. Ông cũng là thành viên của Hiệp hội Họa sĩ Tranh tường Quốc gia.
Ông ở lại thành phố New York cho đến cuối đời. Benda kết hôn với Romola Campfield và họ có hai con gái, Eleonora và Basia, cả hai đều là nghệ sĩ.

## Sự nghiệp

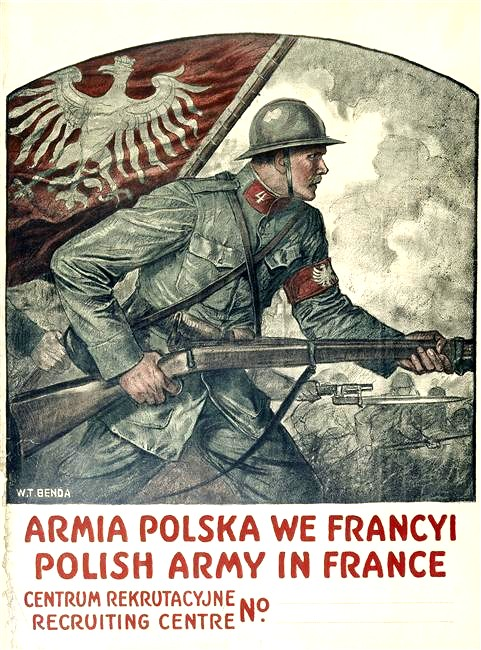
Poster tuyển quân Thế chiến thứ I cho Đội quân Ba Lan ở Pháp được vẽ bởi Władysław Benda

Bắt đầu từ năm 1905, Benda chủ yếu là một nghệ sĩ đồ họa. Ông đã minh họa sách, truyện ngắn, quảng cáo và bìa tạp chí cho các tạp chí Collier's, McCall's, Ladies 'Home Journal, Good Housekeeping, Theater Magazine và nhiều tạp chí khác. Nhiều nhà xuất bản coi Benda là nghệ sĩ ruột của họ vì sự đáng tin cậy và khả năng nghệ thuật của ông. Vào thời của mình, ông cũng nổi tiếng như Norman Rockwell, NC Wyeth hay Maxfield Parrish. Trong những năm 1920-1930, mọi ấn phẩm đều tìm kiếm vẻ ngoài của "Cô gái Mỹ", nhưng những người phụ nữ xinh đẹp của Benda thường kỳ lạ và bí ẩn, không xinh đẹp như những cô gái của Harrison Fisher hay Howard Chandler Christy. Benda rất tự hào về di sản Ba Lan của mình và trở nên gắn bó chặt chẽ với tổ chức văn hóa Ba Lan-Mỹ, Quỹ Kosciuszko. Trong hai cuộc Thế chiến, ông đã thiết kế nhiều áp phích cho cả Ba Lan và Mỹ. Nhiều trong số những áp phích này ủng hộ các nỗ lực cứu trợ. Ông đã được vinh danh với huy chương 'Polonia Restituta' của chính phủ Ba Lan sau Chiến tranh thế giới thứ nhất.
Bắt đầu từ năm 1914, Benda cũng là một nhà thiết kế trang phục và nhà sản xuất mặt nạ nổi danh. Những chiếc mặt nạ được điêu khắc bằng giấy papier-mâché của ông đã được sử dụng trong các vở kịch và điệu múa và thường xuất hiện trong các bức tranh và minh họa của chính ông. Chúng đã được sử dụng trong các màn hóa trang hoặc các vở kịch về phép màu ở Thành phố New York tại các địa điểm như New York Coffee House. Benda cũng tạo ra những chiếc mặt nạ cho các tác phẩm sân khấu ở New York và London cho các nhà biên kịch như Eugene O'Neill và Noël Coward. Ông đã trở nên nổi tiếng với tư cách là một nhà sản xuất mặt nạ đến nỗi tên tuổi của ông cũng đồng nghĩa với bất kỳ chiếc mặt nạ nào trông sống động như thật, cho dù đó có phải do ông thiết kế hay không. Benda cũng tạo ra những chiếc mặt nạ "kỳ quặc", mang tính chất giả tưởng hoặc châm biếm hơn. Benda đã tạo ra thiết kế mặt nạ ban đầu cho bộ phim Mặt nạ của Fu Manchu, bộ phim ban đầu được xuất bản dưới dạng một loạt truyện mười hai phần trên tạp chí Collier's từ ngày 7 tháng 5 năm 1932 đến ngày 23 tháng 7 năm 1932. Trang bìa của số ra ngày 7 tháng 5 đã giới thiệu một bức chân dung tuyệt đẹp vẽ bởi Benda. Trong giai đoạn sau của sự nghiệp, Benda dành ít thời gian để vẽ minh họa hơn và chủ yếu dành nhiều thời gian để làm mặt nạ.
Các bài báo viết về và bởi Benda và mặt nạ của ông xuất hiện thường xuyên trên nhiều tạp chí và ấn phẩm có hình minh họa của chính ông. Vào những năm 1930, ông là tác giả của mục về mặt nạ trong cuốn bách khoa toàn thư Encyclopædia Britannica. Ông cũng đã viết một cuốn sách mang tên Mặt nạ nghiên cứu về các thiết kế của riêng mình và các kỹ thuật xây dựng độc đáo.
Bảo tàng Hoa Kỳ Ba Lan và Bảo tàng & Thư viện Quân sự Pritzker sở hữu bộ sưu tập các áp phích của Benda về các nỗ lực cứu trợ ở Ba Lan.